# Georges De Spae
Georges De Spae (Gand, 30 settembre 1900 – Courtrai, 20 giugno 1974) è stato un calciatore belga, di ruolo centrocampista.

## Carriera

### Club
Ha sempre giocato nel campionato belga.

### Nazionale
Ha rappresentato la propria Nazionale alle Olimpiadi del 1928.